# Rafika Marzouk
Pour les articles homonymes, voir Marzouk.
Rafika Marzouk (arabe : رفيقة مرزوق), née le 27 octobre 1979 à Sousse, est une handballeuse tunisienne.
Elle joue au poste d'ailière droite et a fait partie des piliers de l'équipe nationale de Tunisie.
En 2010, elle participe au 19e championnat d'Afrique avec la sélection tunisienne, couronnée vice-championne continentale au terme de la compétition ; Marzouk y apporte son expérience et constitue une solution au marquage de Raja Toumi et Mouna Chebbah, contribuant ainsi au parcours de l'équipe. Quatre ans plus tard, elle devient championne d'Afrique.

## Palmarès

### En club
- Finaliste de la coupe de la Ligue en 2009 (avec Le Havre AC Handball)
- Finaliste de la coupe de France en 2007 (avec le Cercle Dijon Bourgogne) et en 2010 (avec Le Havre AC Handball)

### En sélection
- Médaille d'or au championnat d'Afrique 2014 avec l'équipe de Tunisie
- Médaille d'argent au championnat d'Afrique 2010 avec l'équipe de Tunisie